# Wahlbezirk Tirol 20
Der Wahlbezirk Tirol 20 war ein Wahlkreis für die Wahlen zum Abgeordnetenhaus im österreichischen Kronland Tirol. Der Wahlbezirk wurde 1907 mit der Einführung der Reichsratswahlordnung geschaffen und bestand bis zum Zusammenbruch der Habsburgermonarchie.

## Geschichte
Nachdem der Reichsrat im Herbst 1906 das allgemeine, gleiche, geheime und direkte Männerwahlrecht beschlossen hatte, wurde mit 26. Jänner 1907 die große Wahlrechtsreform durch Sanktionierung von Kaiser Franz Joseph I. gültig. Mit der neuen Reichsratswahlordnung schuf man insgesamt 516 Wahlbezirke, wobei mit Ausnahme Galiziens in jedem Wahlbezirk ein Abgeordneter im Zuge der Reichsratswahl gewählt wurde. Der Abgeordnete musst sich dabei im ersten Wahlgang oder in einer Stichwahl mit absoluter Mehrheit durchsetzen. Der Wahlkreis Tirol 20 umfasste die Gerichtsbezirke Rovereto, Ala, Mori, Villa Lagarina, wobei die zum Wahlbezirk 7 gehörenden Gemeinden Rovereto, Riva, Arco, Ala, Mori vom Wahlbezirk ausgenommen waren.
Aus der Reichsratswahl 1907 ging Giovanni Battista Paniza von der Trentiner Volkspartei als Sieger hervor. Er erzielte fast 73 Prozent der Stimmen im ersten Wahlgang. Bei der Reichsratswahl 1911 setzte sich sein Parteikollege Germano De Carli in der Stichwahl durch.

## Wahlen

### Reichsratswahl 1907
Die Reichsratswahl 1907 wurde am 14. Mai 1907 (erster Wahlgang) durchgeführt. Eine Stichwahl entfiel auf Grund der absoluten Mehrheit von Giovanni Battista Panizza im ersten Wahlgang.
| Kandidat                                                                      | Partei                       | Wahlkreis- stimmen | Stimmen- anteil |
| ----------------------------------------------------------------------------- | ---------------------------- | ------------------ | --------------- |
| Giovanni Battista Panizza                                                     | Trentiner Volkspartei        | 6103               | 73,0 %          |
| Theodor Postinger                                                             | Italienisch nationale Partei | 2196               | 26,3 %          |
| Sonstige                                                                      |                              | 62                 | 0,7 %           |
| Wahlberechtigte: 10.843, Ungültige/Leere Stimmen: 54, Wahlbeteiligung: 77,6 % |                              |                    |                 |

### Reichsratswahl 1911
Die Reichsratswahl 1911 wurde am 13. Juni 1911 sowie am 20. Juni 1911 (Stichwahl) durchgeführt.

#### Erster Wahlgang
| Kandidat                                                                      | Partei                                  | Wahlkreis- stimmen | Stimmen- anteil |
| ----------------------------------------------------------------------------- | --------------------------------------- | ------------------ | --------------- |
| Germano De Carli                                                              | Trentiner Volkspartei                   | 2922               | 43,7 %          |
| Silvio Adami                                                                  | Italienisch-Liberaler Bauernbund        | 2598               | 38,8 %          |
| Giovanni Battista Paniza                                                      | Trentiner Volkspartei                   | 534                | 8,0 %           |
| Silvio Flor                                                                   | Sozialdemokratische Partei des Trentino | 187                | 2,8 %           |
| Sonstige                                                                      |                                         | 447                | 6,7 %           |
| Wahlberechtigte: 11.571, Ungültige/Leere Stimmen: 86, Wahlbeteiligung: 58,5 % |                                         |                    |                 |

#### Stichwahl
| Kandidat                                                                      | Partei                           | Wahlkreis- stimmen | Stimmen- anteil |
| ----------------------------------------------------------------------------- | -------------------------------- | ------------------ | --------------- |
| Germano De Carli                                                              | Trentiner Volkspartei            | 4178               | 53,2 %          |
| Silvio Adami                                                                  | Italienisch-Liberaler Bauernbund | 3680               | 46,8 %          |
| Wahlberechtigte: 11.571, Ungültige/Leere Stimmen: 45, Wahlbeteiligung: 68,3 % |                                  |                    |                 |